# Produktprobe
Eine Produktprobe ist ein Test-Produkt für potentielle Kunden oder Bestandskunden. Unternehmen, die Produktproben anbieten, möchten meist von der Qualität ihrer Produkte überzeugen, indem sie kostenlose Muster zum Testen entweder per Post verschicken oder anderweitig verteilen. Das wird Sampling genannt. Beispielsweise kann die Produktprobe (möglich sind Hautcremes, Parfüms und CDs) auch bei der zugehörigen Zeitschriftsanzeige eingeklebt werden. Da Produktproben bei Verbrauchern sehr gefragt sind, kann so oftmals mühelos auf ein Produkt oder eine Dienstleistung aufmerksam gemacht werden.

## Hintergrund
Produktproben sind ein wichtiger Baustein des Marketings. Im Lebensmittelbereich werden so die Endkunden über die Produktpalette informiert. Mit den Bemusterungen im medizinischen Bereich erhalten niedergelassene Ärzte kostenlose Proben, die sie nach Bedarf an Patienten weitergeben können.

## Größen der Probe
Es wird für medizinische oder dermatologische Proben stets die kleinste technisch herstellbare Verpackungseinheit gewählt, welche meist auf wenige Gramm oder Milliliter begrenzt ist. In den anderen Bereichen wird meist die kleinste Verkaufsverpackung als Probe verteilt und oft mit einem persönlichen Begleitschreiben oder Feedbackbogen an den Kunden weitergegeben. Kennzeichnend für die Produktproben ist die geringe Abgabemenge, durch die ein regulärer Erwerb über den Vertrieb des Unternehmens oder den Großhandel angestrebt wird.

## Einsatz im Onlinehandel
Werden Gratisproben im Onlinehandel angeboten, spricht man von einem Freebie. Oft handelt es sich um ein Link zum kostenfreien Herunterladen eines E-books.